# Bonnetina
Bonnetina is een geslacht van spinnen uit de familie vogelspinnen (Theraphosidae).

## Soorten
De volgende soorten zijn bij het geslacht ingedeeld:
- Bonnetina alagoni Locht & Medina, 2008
- Bonnetina aviae Estrada-Alvarez & Locht, 2011
- Bonnetina cyaneifemur Vol, 2000
- Bonnetina rudloffi Vol, 2001